# Ulica Najświętszej Marii Panny we Wrocławiu

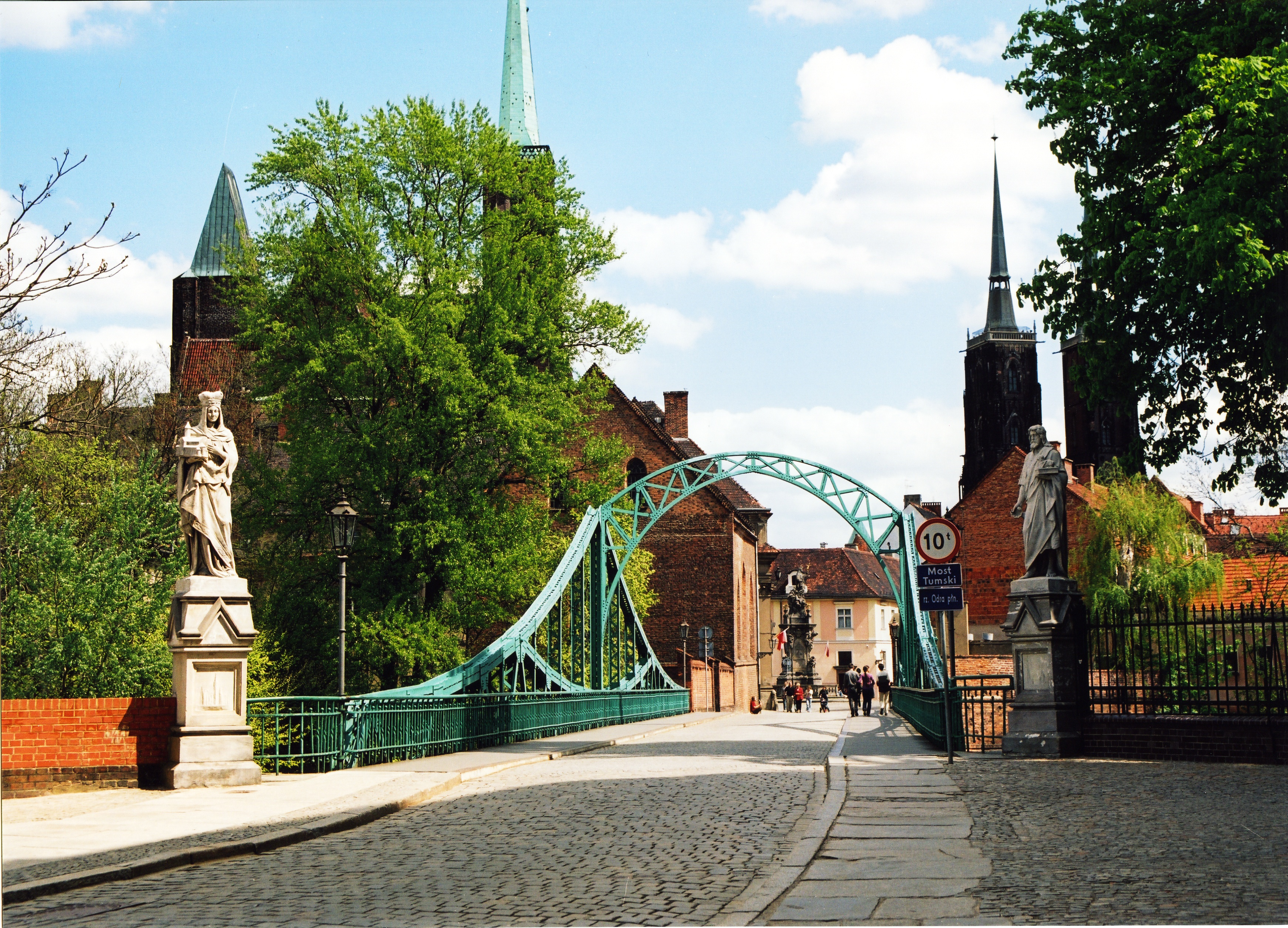
Most Tumski i dalej Ostrów Tumski.

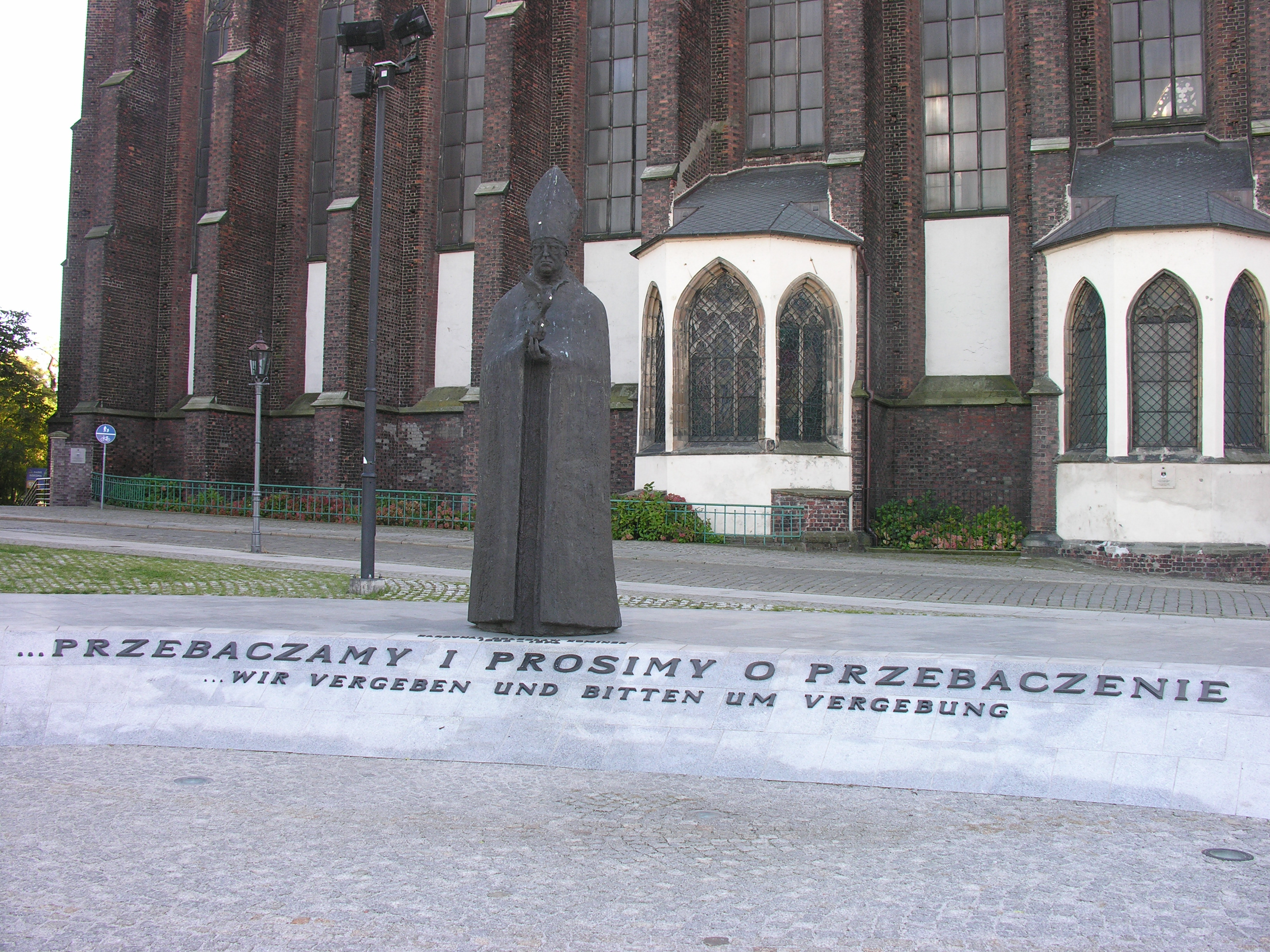
Pomnik kard. B. Kominka.

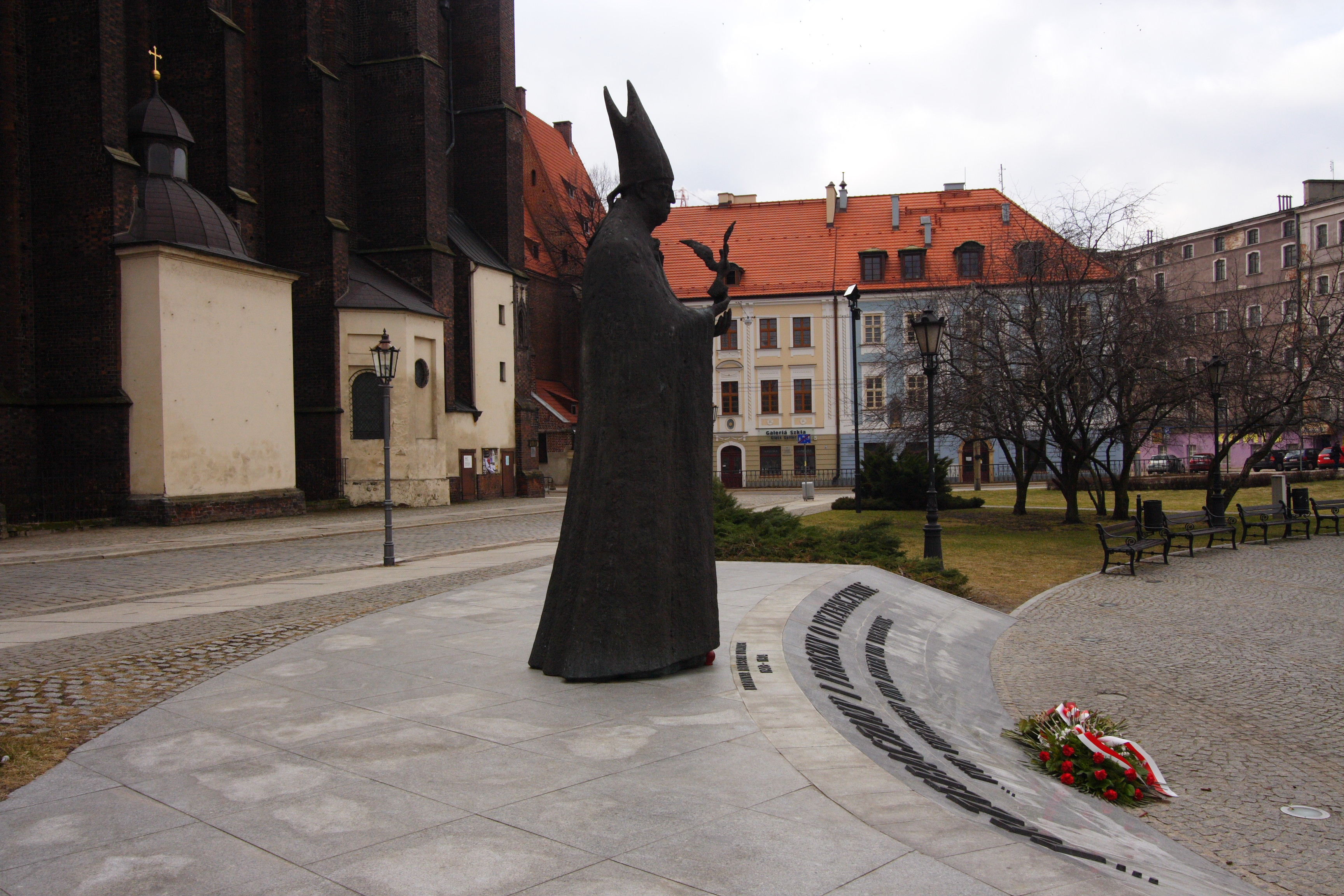
Pomnik i skwer.

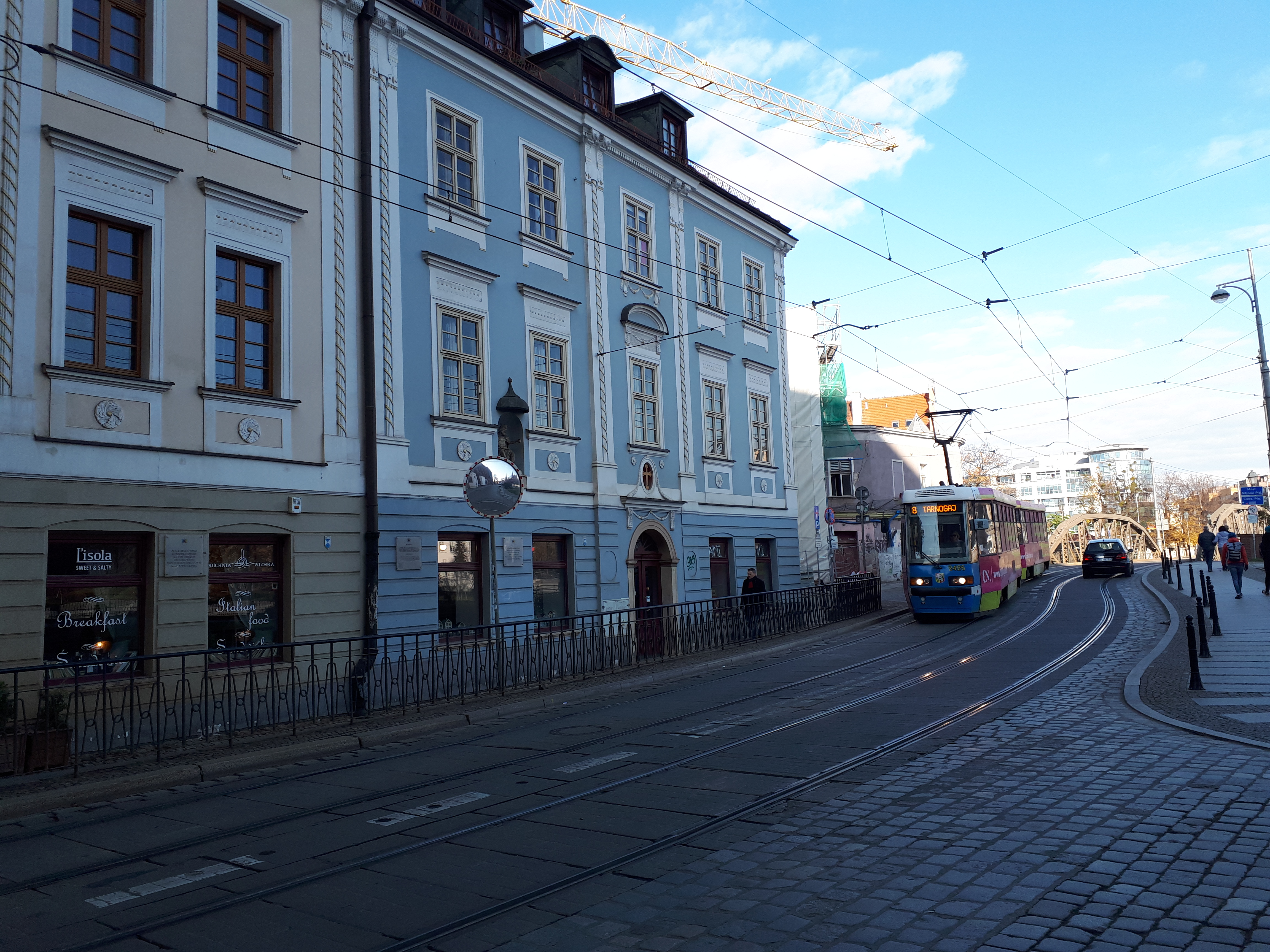
Początek ulicy.

Ulica Najświętszej Marii Panny – ulica położona we Wrocławiu na wyspie Piasek w ramach osiedla Stare Miasto i dawnej dzielnicy Śródmieście. Obejmuje drogę gminną o długości 83 m. Południową pierzeję ulicy stanowi zabytkowy kościół Najświętszej Marii Panny na Piasku we Wrocławiu, a jej przedłużeniem jest równie zabytkowy Most Tumski, łączący wyspę Piasek z Ostrowem Tumskim.

## Historia
Ulica ta istniała już we wczesnym średniowieczu. Historia jej ukształtowania wiąże się z przekazaniem środkowej części Ostrowa Tumskiego kapitule świętokrzyskiej. Istnieją przypuszczenia, że w 1288 roku, w związku z tym wydarzeniem, wytyczono ulicę Katedralną w obecnym kształcie, od wrocławskiej katedry do Mostu Tumskiego, za którym przez obecną ulicę Najświętszej Marii Panny połączona była z głównym szlakiem komunikacyjnym biegnącym przez Wyspę Piasek z południa na północ, obecnie ulica Świętej Jadwigi.
Przeprawa z Wyspy Piasek na Ostrów Tumski funkcjonuje co najmniej od XII wieku. Wyznaczała ona granicę pomiędzy jurysdykcją miejską (na Wyspie Piaskowej) i kościelną (na Ostrowie Tumskim). Przeprawa ta od wymienionego momentu w historii miała postać mostu, przy czym był on wielokrotnie niszczony i naprawiany, oraz rozbierany w celu budowy nowego mostu w nowej technologii i konstrukcji.
Zabudowa ulicy po stronie południowej związana jest z historią powstania od XII wieku zespołu klasztornego Kanoników Regularnych z kościołem Najświętszej Marii Panny na Piasku. Od chwili powstania zabudowy w południowej pierzei dominuje wskazany kościół, również wielokrotnie przebudowywany, odbudowywany po zniszczeniach i remontowany. Po stronie północnej w początku XVI wieku było pięć domów i szkoła przyklasztorna. Sama szkoła wzmiankowana była już od 1326 r. Zburzono ją około 1860 r. W 1791 r. pożar zniszczył posadowione tu kamienice. Odbudowane, ponownie zostały zniszczone w wyniku działań wojennych podczas oblężenia Wrocławia w 1945 r. Po wojnie kamienic tych już nie odbudowano, a wolny teren zagospodarowano na zieleniec i bulwar, na którym w 2005 r. postawiono pomnik Bolesława Kominka  .

## Nazwy
W swojej historii ulica nosiła następujące nazwy:
- An der Sandkirche, do 1945 r.[2][17]
- Najświętszej Marii Panny, od 1945 r.[1][2][17].

Niemiecka nazwa ulicy, podobnie jak polska nazwa współczesna, odnosiła się do położonego tu kościoła. Z języka niemieckiego Sandkirche to właściwie St. Maria auf dem Sande, czyli kościół Najświętszej Marii Panny na Piasku. Współczesna nazwa ulicy została nadana przez Zarząd Miejski i ogłoszona w okólniku nr 94 z 20.12.1945 r..

## Układ drogowy
Do ulicy przypisana jest droga gminna nr 105211D (numer ewidencyjny drogi G1052110264011) o długości 83 m. Ulica położona jest na działce ewidencyjnej o powierzchni 1242 m2. Droga ta przeznaczona jest dla ruchu pieszego z dopuszczeniem obsługi komunikacyjnej nieruchomości przylegających.
Ulice i inne drogi powiązane z ulicą Najświętszej Marii Panny:
- skrzyżowanie: ulica św. Jadwigi[1][21]
- skrzyżowanie:
  - bulwar kard. Stefana Wyszyńskiego[3][13][22]
  - bulwar Piotra Włostowica[3][13]
- kontynuacja: Most Tumski i ulica Katedralna[1][23][24][25].

Wzdłuż ulicy św. Jadwigi przebiega torowisko tramwajowe dla obsługi przebiegających tu linii tramwajowych w ramach komunikacji miejskiej .
Drogi w tym rejonie położone są w strefie zamieszkania i ograniczonej prędkości z ograniczeniem prędkości jazdy do 20 km/h. Ulica przeznaczona jest także dla ruchu rowerowego.

## Zabudowa i zagospodarowanie
Most Tumski, stanowiący kontynuację ulicy w kierunku wschodnim, przerzucony jest nad ramieniem rzeki Odra, tzw. Odrą Północną, będącą częścią Odry Głównej w ramach Śródmiejskiego Węzła Wodnego. Wzdłuż tego ramienia, na południowym, lewym brzegu, urządzono bulwary, przecięte przez ulicę. Północna strona ulicy to urządzony w ramach bulwaru skwer, o powierzchni 1713 m², na którym ustawiono pomnik Bolesława Kominka. Po stronie południowej zaś zabudowę stanowi kościół, który dla tego zespołu zabudowy stanowi wyraźną dominantę. Ulica rozpoczyna się przy skrzyżowaniu z ulicą św. Jadwigi, za którym znajduje się krótki zespół zabudowy pierzejowej, w szczególności w tym miejscu zlokalizowane są dwie zabytkowe kamienice.
Ulica zlokalizowana jest w obszarze położonym na wysokości bezwzględnej pomiędzy 118,5 a 120,2 m n.p.m.. Objęta jest rejonem statystycznym nr 934020, na którym występuje gęstość zaludnienia 3,529 osób/km², przy 1044 osobach zameldowanych w tym rejonie (stan na 31.12.2019 r.).

## Ochrona i zabytki
Obszar, na którym położony jest ulica Najświętszej Marii Panny, podlega ochronie w ramach zespołu urbanistycznego Ostrowa Tumskiego i wysp: Piaskowej, Bielarskiej, Słodowej i Tumskiej, wpisanego do rejestru zabytków pod nr rej.: 195 z 15.02.1962 r. oraz A/678/213 z 12.05.1967 r.. Inną formą ochrony tych obszarów jest ustanowienie historycznego centrum miasta, w nieco szerszym obszarowo zakresie niż wyżej wskazany zespół urbanistyczny, jako pomnik historii  . Samo miasto włączyło ten obszar, jako cenny i wymagający ochrony, do Wrocławskiego Parku Kulturowego "Stare Miasto", który zakłada ochronę krajobrazu kulturowego oraz uporządkowanie, zachowanie i właściwe kształtowanie krajobrazu kulturowego oraz historycznego charakteru najstarszej części miasta . Również miejscowy plan zagospodarowania przestrzennego wskazuje ten obszar jako chroniony, z koniecznością zachowania jego szczególnych wartości kulturowych, krajobrazowych i historycznej kompozycji.
Wartości te znajdują także ochronę w postaci nakazu zachowania osi widokowych:
- wzdłuż ulicy Najświętszej Marii Panny, w kierunku Mostu Tumskiego i zabytkowych rzeźb[48][49]
- wzdłuż ulicy św. Jadwigi[50].

Podobną ochronę wyznaczają panoramy widokowe:
- z bulwaru ks. Aleksandra Zienkiewicza (poprzednio św. Marcina) na północną fasadę kościoła Najświętszej Marii Panny na Piasku oraz Most Tumski i Mosty Młyńskie[51][39], a także sam bulwar kard. Stefana Wyszyńskiego[35].
- z bulwaru Wyszyńskiego na kościół św. Marcina i pomnik Jana XXIII[52][35].

| obiekt, położenie | powstanie, nr rej. | fotografia |
| --- | --- | ---------- |
| strona południowa | |            |
| Zespół klasztorny Kanoników Regularnych, obecnie kościół pod wezwaniem Najświętszej Marii Panny na Piasku i biblioteka Uniwersytetu Wrocławskiego założenie przestrzenne ulica św. Jadwigi 1-3/4 | wzmiankowany XII wiek, XIII-XV wiek, XVII-XVIII wiek, XIX wiek, zniszczony 1945 r., odbudowa w latach 1956-1959 gez, mpzp                                                                                      |            |
| Zespół klasztorny Kanoników Regularnych – kościół klasztorny, obecnie parafialny pod wezwaniem Najświętszej Marii Panny na Piasku ulica św. Jadwigi 1                                            | 1149 r. (?) – fundamenty, lata 1334-1425, 1580 r., lata 1666-1667, lata 1724-1735, lata 1888-1891, 1945 r. – zniszczony z wyposażeniem, lata 1946-1948 i lata 1961-1963 odbudowa nr 430/82 z dnia 6.02.1962 r. |            |
| Bulwar spacerowo–widokowy imienia Piotra Włostowica | 1998 r. gez, mpzp |            |
| kraniec wschodni | |            |
| Most Tumski | lata 1888-1889 nr A/1652/327/Wm z dn. 15.10.1976 |            |
| rzeźba św. Jadwigi Trzebnickiej strona północna przyczółku Mostu Tumskiego | 1897 r. (autor: Gustav Grunenberg) nr 638, z 10.11.1992 r. |            |
| rzeźba św. Jana Chrzciciela strona południowa przyczółku Mostu Tumskiego | 1897 r. (autor: Gustav Grunenberg) nr 638, z 10.11.1992 r. |            |
| zamknięcie zachodniej osi widokowej | |            |
| Kamienica z Apteką "Pod Królem Salomonem", obecnie budynek mieszkalno-usługowy ulica św. Jadwigi 9                                                                                               | 1795 r., remont 2009 r. nr A/4038/41 z dnia 29.03.1949 r. oraz A/1593/36 z dnia 26.10.1961 r. |            |
| Kamienica "Pod Okiem Opatrzności", obecnie budynek mieszkalno-usługowy ulica św. Jadwigi 10 | 1795 r., remont 2009 r. nr A/4038/41 z dnia 29.03.1949 r. oraz A/1592/37 z dnia 26.10.1961 r. |            |

## Baza TERYT
Dane Głównego Urzędu Statystycznego z bazy TERYT, spis ulic (ULIC):
- województwo: DOLNOŚLĄSKIE (02)
- powiat: Wrocław (0264)
- gmina/dzielnica/delegatura: Wrocław (0264011) gmina miejska
- Miejscowość podstawowa: Wrocław (0986283) miasto
- Nazwa ulicy: ul. Najświętszej Marii Panny (13947).